# سيتروين طراز ب12
سيتروين طراز ب12 هي سيارة أنتجتها شركة سيتروين في مصنع أندريه سيتروين بوسط باريس, تم عرضها للبيع مابين أكتوبر 1925 ويناير 1927. وقد صنعت منها 38,381 قطعة.
عرفت سيارة سيتروين طراز ب12 منافسة من طرف عدة سيارات مثل سيارة بيجو 177 وسيارة رونو كازد.
تم تصنيع سيارات سيتروين ب12 عن طريق تقنية الإنتاج الشامل الحديث وقد كانت هذه التكنولوجيا في ذاك الوقت بفرنسا متوفرة فقط عند مصانع سيتروين، كما استعملت مجسمات صلبة بالكامل لتصنيع أهم أنواع مجسماتها.

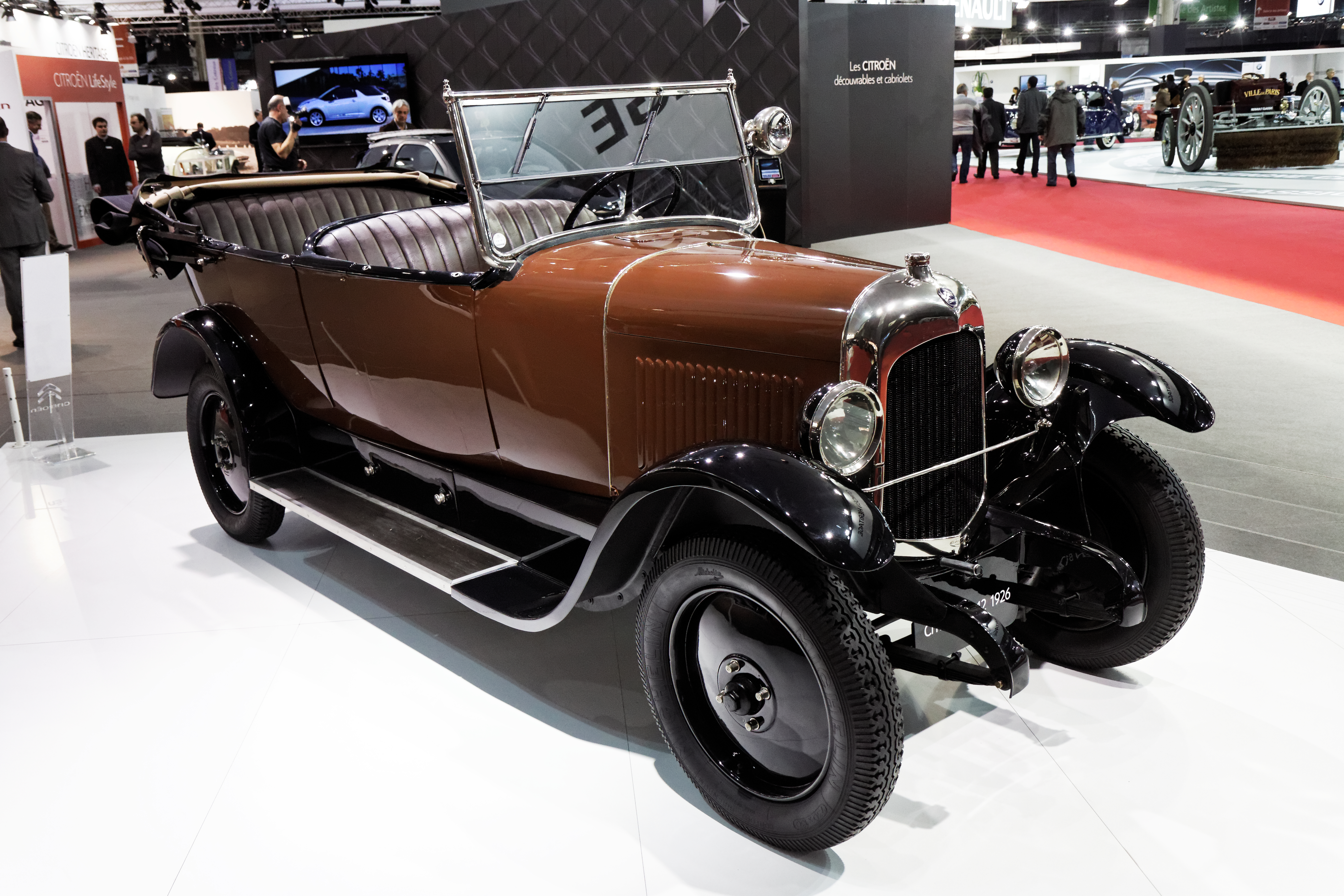
سيارة سيتروين ب12

## حالة
تم عرض السيارة لأول مرة بمعرض باريس للسيارات بأكتوبر سنة 1925, تشارك سيتروين ب12 محركها وهيكلها مع سيتورين ب10, بحيث قد تم استبداله.

## السيارة
يبلغ حجم المحرك رباعي الأسطوانات 1,452 سس

## معرض صور

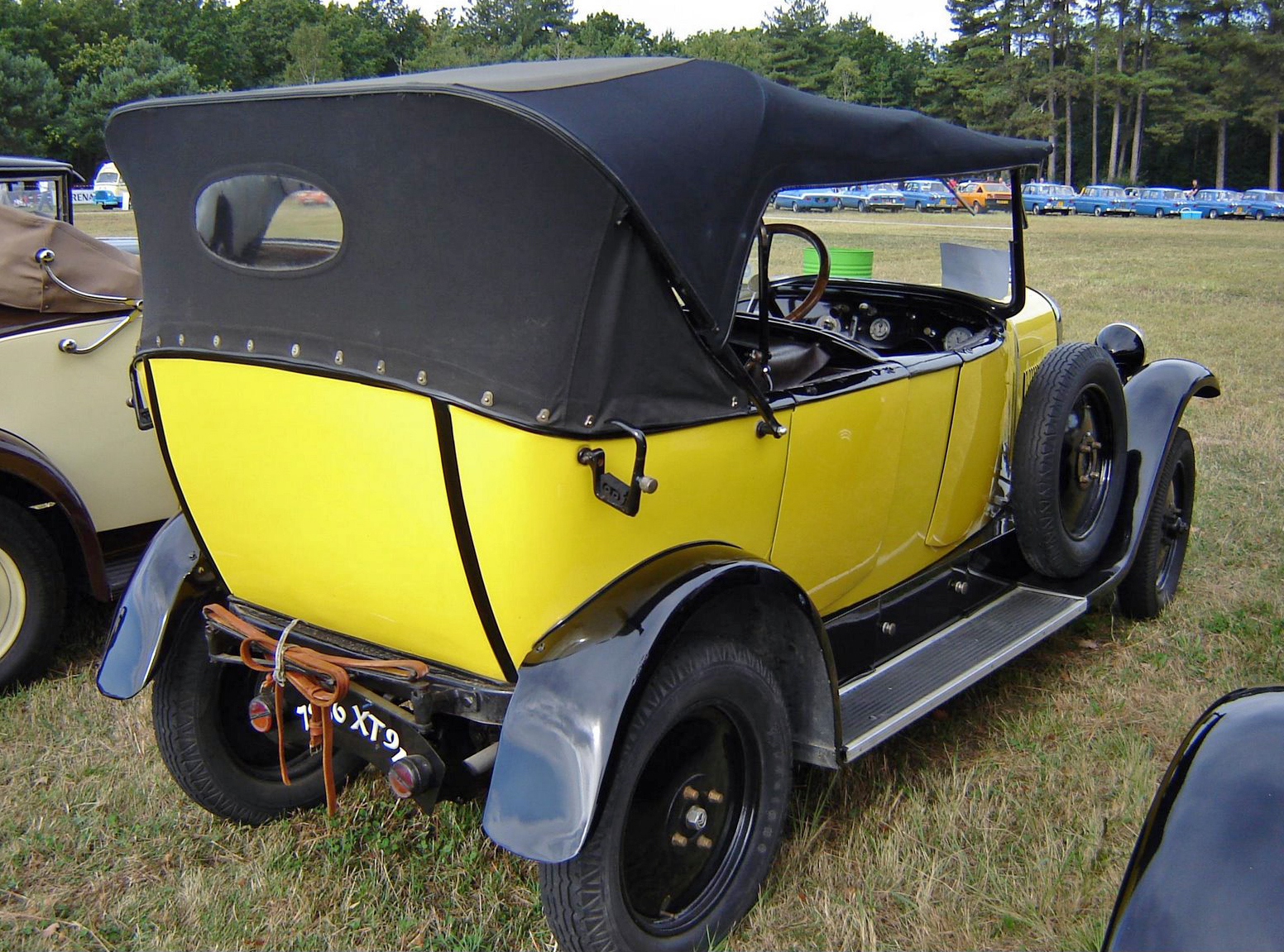
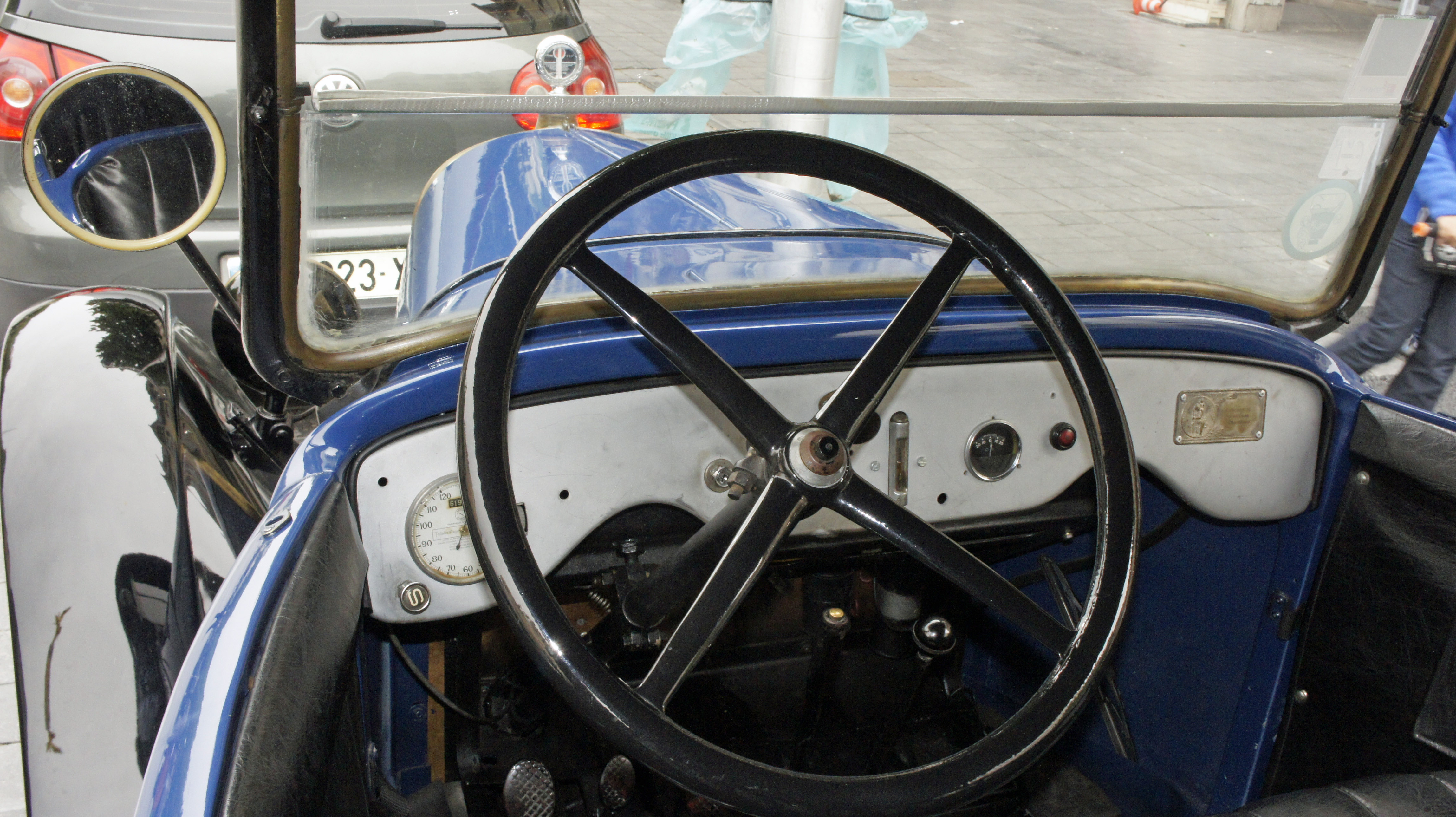
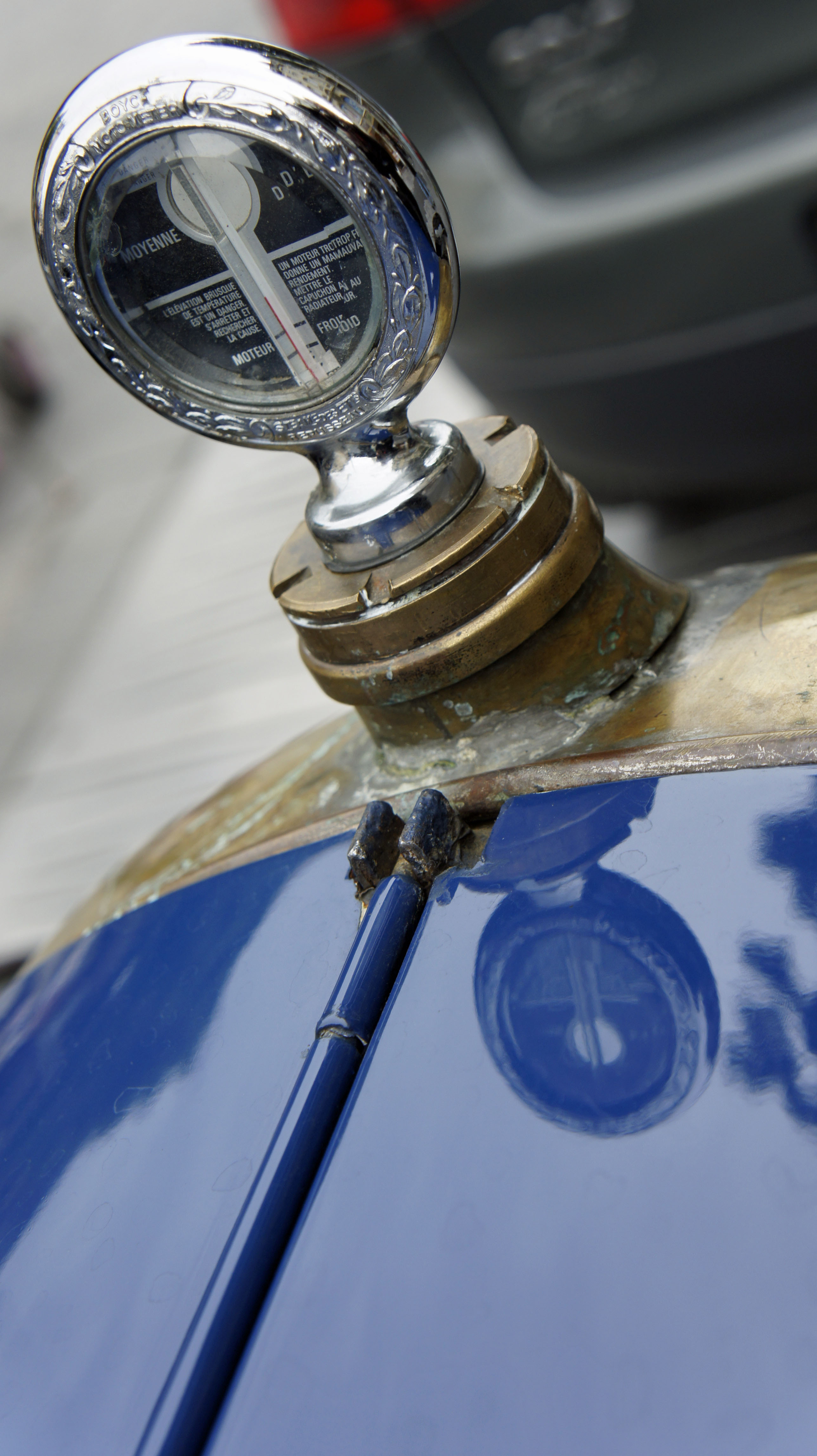